# Зольнаи, Пал
Пал Зо́льнаи (венг. Zolnay Pál; 26 марта 1928, Будапешт, Венгрия — 17 октября 1995, там же) — венгерский режиссёр, сценарист и актёр.

## Биография
В 1957 году окончил Высшую школу театра и кино. В 1959 году дебютировал в режиссуре короткометражкой «Помолвка».
В 1959—1974 годах состоял в браке с актрисой Каталин Берек.

## Избранная фильмография

### Режиссёр
- 1962 — Апрельская тревога / Áprilisi riadó
- 1964 — Четыре девушки в одном дворе / Négy lány egy udvarban
- 1966 — ...как бегут деревья! / ...Hogy szaladnak a fák!
- 1968 — Ты был пророком, дорогой / Próféta voltál szívem
- 1970 — Лицо / Arc
- 1972 — Фотография / Fotográfia
- 1977 — Шаман / Sámán
- 1985 — Эмбрион / Embriók
- 1993 — Аукцион в Кишуйсаллаше / Árverés Kisújszálláson

### Сценарист
- 1966 — ...как бегут деревья! / ...Hogy szaladnak a fák!
- 1968 — Ты был пророком, дорогой / Próféta voltál szívem
- 1970 — Лицо / Arc
- 1972 — Фотография / Fotográfia
- 1977 — Шаман / Sámán
- 1985 — Эмбрион / Embriók
- 1993 — Аукцион в Кишуйсаллаше / Árverés Kisújszálláson

### Актёр
- 1982 — Дневник для моих детей / Napló gyermekeimnek — Nagypapa
- 1987 — Дневник для моих любимых / Napló szerelmeimnek — Nagyapa
- 1987 — Адская мельница / Malom a pokolban — Deseõ Zoltán
- 1987 — Венгерская сказка / Hol volt, hol nem volt
- 1990 — Венгерский реквием / Magyar rekviem

## Награды
- 1969 — Премия имени Белы Балажа
- 1973 — Серебряный приз VIII Московского международного кинофестиваля («Фотография»)
- 1973 — Номинация на Золотой приз VIII Московского международного кинофестиваля («Фотография»)
- 1985 — Заслуженный артист ВНР